# Maciste contre la reine des Amazones
Pour plus de détails, voir Fiche technique et Distribution.
Maciste contre la reine des Amazones est un film érotique français, réalisé par Jesús Franco sous le pseudonyme de Clifford Brown, tourné pendant l'été 1973 sur l'île de Madère et sorti dans les salles françaises le 15 mai 1974 sous le titre Les Amazones de la luxure.

## Synopsis
Pindare, qui s'est enfui d'Amazonie avec l'aide d'Ela, demande à Maciste de l'aider à voler le trésor des Amazones. Maciste accepte par goût de l'aventure plutôt que par cupidité. À leur arrivée en Amazonie, ils sont capturés. Maciste est condamné à féconder les Amazones, tandis que Pindare et Ela sont emprisonnés. La reine Arminda tombe amoureuse de Maciste, ce qui suscite la jalousie de sa favorite, Yuka. Cette dernière ourdit une machination pour que la reine croie Maciste porteur d'une maladie vénérienne, mais elle échoue. De dépit, Yuka libère Ela et Pindare et les aide à voler le trésor, caché dans la tanière d'un loup-garou. Maciste intervient, mais ne parvient pas à sauver la vie de ses compagnons. Amer, il quitte seul le royaume des Amazones.

## Fiche technique
- Titre français : Maciste contre la reine des Amazones[3],[4],[5] ou Les Amazones de la luxure
- Réalisateur : Jesús Franco (sous le nom de « Clifford Brown »)
- Scénario : Jesús Franco
- Photographie : Gérard Brissaud
- Montage : Gérard Kikoïne
- Musique : Robert Viger
- Production : Robert de Nesle
- Société de production : Comptoir Français du Film
- Pays de production :  France
- Langue originale : français
- Format : couleurs par Eastmancolor - Son mono - 35 mm
- Durée : 79 minutes
- Genre : film érotique
- Dates de sortie :
  - France : 15 mai 1974

## Distribution
- Wal Davis : Maciste
- Alice Arno : Arminda, la reine des Amazones
- Robert Woods : Pindare
- Montserrat Prous : Lucia
- Lina Romay : Yuka
- Chantal Broquet : Ela
- Kali Hansa : Turia
- Roger Sarbib

## Développement
Il s'agit du premier volet d'un diptyque reprenant le personnage de Maciste, le second étant Les Exploits érotiques de Maciste dans l'Atlantide, sorti en salles sous le titre Les Gloutonnes. Maciste était le héros d'une série de films muets italiens, puis d'une série de péplums réalisés en Italie au début des années 1960. Dans la version italienne du film intitulée Karzan contro le donne dal seno nudo ("Karzan contre les femmes aux seins nus"), le héros ne s'appelle pas Maciste mais Karzan. Ce nom, déjà utilisé dans un film de Demofilo Fidani sorti en 1972, Karzan, le maître de la jungle, sera réutilisé pour une série de bande dessinée italienne, parodique et érotique, publiée à partir de 1975. C'est pourtant bien comme une aventure « loufoque » de Maciste, et non comme une parodie de Tarzan, que Franco a conçu son film. Il l'explique à Alain Petit dans un entretien de janvier 1974 : « j'ai tourné deux films [avec Maciste comme personnage principal] [...]. [Les Exploits érotiques de Maciste dans l'Atlantide est] un Maciste très sérieux, purement fantastique, qui ressemble d'ailleurs au Maciste du cinéma muet. C'est un personnage de la Renaissance, pas du tout un Hercule. [...] L'autre film, Les Amazones de la luxure, est totalement loufoque, tel que j'aurais voulu faire Trois filles nues dans l'île de Robinson, si les producteurs m'avaient laissé faire ». Franco aura ensuite le projet de réaliser un « Tarzan porno » avec l'acteur qu'il avait choisi pour interpréter Maciste, Wal Davis. Le film ne sera pas tourné.

## Accueil critique
Lors de sa sortie en France, le film est très mal reçu par la critique, notamment à Positif et dans La Revue du cinéma/Image et son où Jean-Marie Sabatier écrit : « Maciste contre la reine des amazones est un film d'amateur sans humour, bâclé, mal ficelé, ennuyeux et ridicule. » Parmi les amateurs de cinéma bis, certains partagent toujours cet avis, tandis que d'autres défendent le film,. Selon Stephen Thrower, Franco, en dépouillant Maciste de « sa puissance virile » pour le présenter comme « un poète romantique en vacances » plutôt que comme « un colosse musculeux », réalise une œuvre « hilarante », « une extraordinaire coda comique » à la série de films centrés autour de ce personnage. Les Amazones de la luxure, ajoute Thrower, fait partie des œuvres « les plus délirantes » de Franco - ces films que les amateurs « obsessionnels » du cinéaste trouvent « merveilleux » mais qui « vous garantissent un œil au beurre noir si vous les recommandez à des étrangers ».